# Бажин, Михаил Фёдорович
Михаи́л Фёдорович Ба́жин (род. 1937) — советский и российский педагог, инженер-механик. Народный учитель СССР (1987).

## Биография
Михаил Фёдорович Бажин родился в 1937 году в деревне. Был младшим из 6 братьев и сестёр. Ребёнком пережил войну. Отец был на фронте. Всего из семьи воевало 9 человек, вернулись только трое.
После школы Михаил учился в железнодорожном училище № 2 (окончил в 1954 году). В 1956—1959 годах служил в Советской Армии. Затем — учился на вечернем отделении авиационного техникума (окончил в 1964 году) и на вечернем отделении Пермского политехнического института (выпуск 1971 года).
В 1954—1961 годах работал токарем на Пермском паровозоремонтном заводе. С 1961 года — мастер производственного обучения, с 1971 — преподаватель специальной технологии в СПТУ № 1 в Перми (ныне Пермский техникум промышленных и информационных технологий).
В 1981 году Бажину было присвоено звание Заслуженного учителя профессионально-технического образования РСФСР, а в 1987 году — Народного учителя СССР.
В 1988 году был делегатом Всесоюзного съезда работников народного образования, на котором вошёл в состав Редакционной комиссии съезда и был избран во Всесоюзный совет по Народному образованию.
По урокам Бажина был по заказу Государственного комитета СССР по народному образованию был снят учебный фильм «Уроки и техническое творчество». Михаил Федорович был автором методических пособий, в том числе пособия «Комплексное методическое обеспечение уроков спецтехнологии при подготовке токарей», которое находит применение в современных научно-педагогических исследованиях.

## Другие материалы
- Обучающий кинофильм "Уроки и техническое творчество". Преподаватель Пермского ПТУ №1, народный учитель СССР Михаил Федорович Бажин рассказывает о профессии токаря. По заказу Государственного комитета СССР по народному образованию.